# Imperial Wax Solvent
Imperial Wax Solvent — двадцать седьмой студийный альбом британской рок-группы The Fall, записанный группой в 2007 году и выпущенный звукозаписывающей компанией Castle Records 28 апреля 2008 года. Альбом поднялся до #35 в UK Album Charts.

## Об альбоме
Imperial Wax Solvent был записан продюсерским дуэтом Грант Шоубиз — Марк Э. Смит. Из состава, работавшего над предыдущим альбомом Reformation Post TLC (2007), остались только Смит, его жена Елена Поулу и бас-гитарист Дэйв Спёрр (англ. Dave Spurr). К ним присоединлись гитарист Пит Гринэвей (англ. Pete Greenway, участвовавший в работе над предыдущим альбомом в качестве приглашенного музыканта) и барабанщик Кейрон Меллинг (англ. Keiron Melling).
С релизом Imperial Wax Solvent альбома был связан курьез: его материал был ошибочно записан на первой партии сольного альбома Фэрил Смит Faryl.
Альбом получил высокие оценки критиков; его рейтинг на Metacritic составил 81/100.

## Список композиций
1. «Alton Towers» (Smith / Spurr) — 3:29
2. «Wolf Kidult Man» (Smith / Spurr / Poulou) — 3:02
3. «50 Year Old Man» (Smith / Spurr) — 11:36
4. «I’ve Been Duped» (Smith) — 2:44
5. «Strange Town» (T.S. McPhee) — 5:41
6. «Taurig» (Poulou) — 2:59
7. «Can Can Summer» (Smith / Spurr / Melling / Poulou / Greenway) — 3:08
8. «Tommy Shooter» (Smith) — 3:45
9. «Latch Key Kid» (Smith / Spurr / Poulou) — 3:20
10. «Is This New» (Smith / Andi Toma) — 2:14
11. «Senior Twilight Stock Replacer» (Smith / Spurr) — 3:08
12. «Exploding Chimney» (Smith / Spurr / Melling / Poulou / Greenway) — 2:25